# HD42335
HD42335 — хімічно пекулярна зоря спектрального класу A0, що має видиму зоряну величину в смузі V приблизно  8,4.
Вона  розташована на відстані близько 2296,9 світлових років від Сонця.

## Пекулярний хімічний вміст
Зоряна атмосфера HD42335 має підвищений вміст 
Si
.